# بيتار ميليتش
بيتار ميليتش هو لاعب كرة قدم صربي في مركز الهجوم، ولد في 12 مارس 1998 في بلغراد في صربيا. شارك مع منتخب صربيا تحت 17 سنة لكرة القدم. أما مع النوادي، فقد لعب مع النجم الأحمر بلغراد ونادي أو إف كيه بيوغراد.

## وصلات خارجية
- بيتار ميليتش على موقع الاتحاد الأوربي (الإنجليزية)
- بيتار ميليتش على موقع قاعدة بيانات كرة القدم.إي يو (الإنجليزية)
- بيتار ميليتش على موقع Soccerway.com (الإنجليزية)